# Bernardo Storace

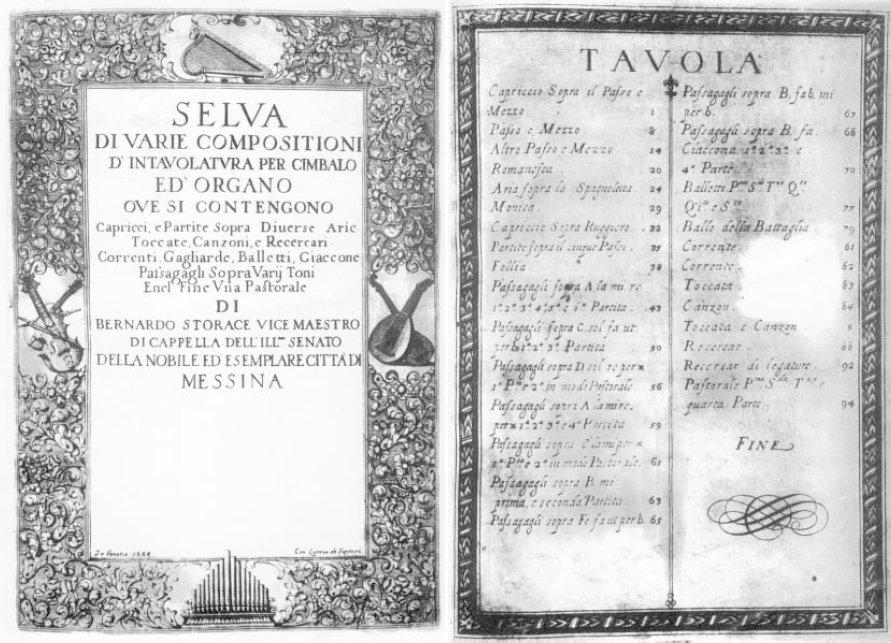
Titelblatt der „Selva di varie compositioni…“

Bernardo Storace (* um 1637; † um 1707) war ein italienischer Komponist, Organist und Kapellmeister des Barock.

## Leben und Wirken
Von den näheren Lebensdaten von Bernardo Storace, insbesondere von seinem Geburts- und Sterbeort, sind keine Informationen überliefert. Darüber hinaus beschränkt sich die Herkunft der musikhistorischen Kenntnisse über sein Leben auf eine einzige von ihm hinterlassene Sammlung, nämlich Selva di varie compositioni d’intavolatura per cimbalo ed organo, die im Jahr 1664 in Venedig erschienen ist. In dem Vorwort zu dieser Sammlung bezeichnet er sich als Vizekapellmeister, der im Auftrag des Senats der Stadt Messina tätig ist.

## Bedeutung
Die in der genannten Sammlung enthaltenen Kompositionen, nämlich zahlreiche Variationen für Cembalo oder Orgel über die zu Storaces Zeit bekannten Melodien und Tänze, wie Passamezzo, Romanesca, Spagnoletta oder Monica, orientieren sich am Vorbild von Girolamo Frescobaldi, dessen Erbe er außerordentlich selbständig fortführt, und stellen eine Verbindung zu Bernardo Pasquini her. Er unterscheidet in diesen Stücken auch sehr deutlich zwischen Cembalo und Orgel. Hier findet man weiträumig angelegte Figurationen, die eine gewisse technische Spielfertigkeit voraussetzen und auch teilweise in Dialoge eintreten; sie verraten damit ein Formbewusstsein im Kleinen. Die Sammlung enthält vor allem Zitate von bekannten Satzmodellen und Tänzen, aber auch des Pastorale, in dem er in ausgedehnten ostinaten Stücken eine überzeugende Großform vermittelt. Die formbestimmende Fähigkeit von abwechselnden tonalen Zentren wurde von Storace entdeckt, als er mehrere Partiten mit kleinen Modulationen verbunden hat; diese Idee wurde auch von seinem Altersgenossen Dietrich Buxtehude in seiner Passacaglia d-Moll umgesetzt, allerdings weniger ausladend und damit gestraffter.
Ebenso originell wirken die acht Teile eines Capriccio sopra il passo e mezzo; hier sorgt das einfache Kadenzmodell für klare melodische Strukturen mit regelmäßigen Modulationen zu den Nachbarstufen. Es entwickelt sich ein konsequent aufgebautes motivisches Spiel, das sehr sorgfältig aufgebaut ist und nichts dem Zufall überlässt. Gegen Schluss der Satzfolge stehen zwei Gagliarden und zwei Correnten, wobei die Gagliarda eine Variation nach dem Vorbild der Doubles von Louis Couperin und Johann Jakob Froberger enthält und die beiden Schluss-Sätze eine Gegenüberstellung zwischen der französischen Courante und der italienischen Corrente bringen. Es sind außerdem noch zwei mit Canzonen verbundene Toccaten enthalten sowie zwei Recercare, sozusagen als Pflichtübungen herkömmlicher musikalischer Gelehrsamkeit. Das vierteilige Pastorale dagegen, das letzte Stück der Sammlung, ist ausschließlich über einem Orgelpunkt über dem Ton d0 und über weite Strecken auf einer klanglichen Quartz-Sext-Stellung errichtet; es bietet für diesen Satztyp einen bunten und abwechslungsreichen Katalog von musikalischen Ausarbeitungen. Dieses Werk diente noch als Vorbild für mehrere Generationen nach Storace.

## Werke
Selva di varie compositioni d’intavolatura per cimbalo ed organo ove si contengono capricci, e partite sopra diversi arie, toccate, canzoni, e recercari, correnti, gagliarde, balletti, ciaconne, passagagli sopra varii toni e nel fine una pastorale, Venedig 1664. Diese Sammlung enthält (hier in der originalen Reihenfolge):
- Drei Variationen über Passamezzo:
  - Capriccio sopra il Passo e Mezzo
  - Passo e Mezzo
  - Altro Passo e Mezzo
- Variationen über Romanesca
- Variationen über Spagnoletta (Aria sopra la Spagnoletta)
- Variationen über Monica
- Variationen über Ruggiero (Capriccio sopra Ruggiero)
- Variationen über Cinque passi (Partita sopra il Cinque passi)
- Variationen über Folia (Follia)
- Vier Passacaglien:
  - Passagagli sopra A la mi re
  - Passagagli sopra C sol fa ut
  - Passagagli sopra D sol re per #
  - Passagagli sopra Fe fa ut per b
- Chaconne (Ciaccona)
- Variationen über Balletto
- Ballo della Battaglia
- Zwei Correnten
- Zwei Paare Toccata e canzon
- Zwei Ricercare:
  - Ricercar
  - Ricercar di legature
- Pastorale

## Ausgabe
- Selva di varie compositioni d’intavolatura per cimbalo ed organo, hrsg. von B. Hudson, ohne Ortsangabe, 1965 (= Corpus of Early Keyboard Music Nr. 7).